# Independent Television

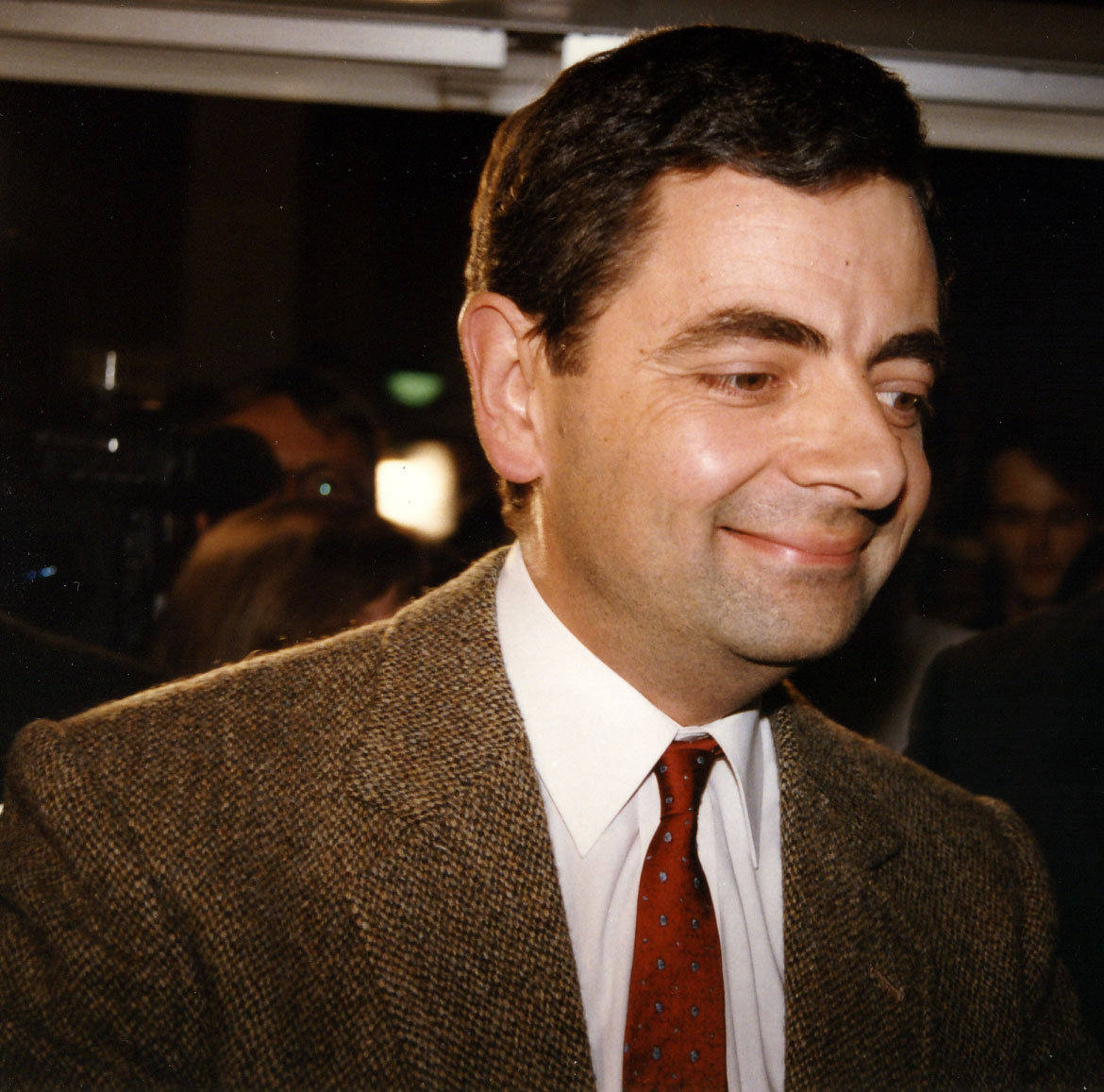
Rowan Atkinson, alias Mr. Bean, een van de bekendste televisieseries op ITV

Independent Television (ITV) is een netwerk van Britse commerciële televisiezenders. ITV is het oudste commerciële televisienetwerk van het Verenigd Koninkrijk. Het werd in 1955 opgericht om tegenwicht te bieden aan de BBC. De eigenaar is ITV plc.
De hoofdzender van de zendergroep heet ITV1. De zender is opgesplitst in verschillende regio's, die voorheen ook allemaal een eigen zendernaam hadden. Dit had te maken met het feit dat in al deze verschillende regio's verschillende bedrijven eigenaar van het kanaal van ITV waren. Wel werden er producties samen gemaakt, zoals een 'nationaal' nieuws. Vanaf de jaren negentig werd ITV steeds meer een geheel, doordat lokale kanalen fuseerden. Alleen in Schotland en Noord-Ierland zijn er nu nog onafhankelijke bedrijven. Tussen 2001 en 2013 werd de naam ITV1 gebruikt.
In 1998 werd ITV2 gelanceerd. Deze tweede zender richt zich op een jonger publiek en brengt voornamelijk Amerikaanse amusementsprogramma's.
In 2004 startte ITV3, een amusementszender die zich richt zich op de leeftijdsgroep boven de 35 jaar.
In 2005 ging ITV4 van start. Deze zender richt zich op een mannelijk publiek en zendt voornamelijk sport, realityprogramma's en klassieke actieseries uit.
CITV is een kinderzender van ITV.

## Lijst van bekende ITV-televisieprogramma's
- The Avengers (van 1961 tot 1969)
- The Benny Hill Show (van 1969 tot 1989). Humoristische serie rond deze komiek.
- Britain's Got Talent
- Coronation Street (sinds 1960). Beroemde soapserie
- Crossroads (van 1964 tot 1988). Soapserie rond fictief motel.
- Downton Abbey (sinds 2010). Kostuumdrama.
- Heartbeat (van 1992 tot 2009)
- Inspector Morse (van 1987 tot 2000). Politieserie.
- ITV News
- The Jeremy Kyle Show (2005-2019), Talkshow
- Midsomer Murders (sinds 1997)
- Mr. Bean (van 1990 tot 1995). Komische serie rond deze door Rowan Atkinson gespeelde figuur.
- The Muppet Show (van 1976 tot 1981). Komische poppenserie.
- On the Buses (van 1969 tot 1973)
- Poirot (sinds 1989). Detectiveserie naar de romans van Agatha Christie.
- The Saint (van 1962 tot 1969)
- Spitting Image (van 1984 tot 1996)
- A Touch of Frost (van 1992 tot 2010)
- Thunderbirds (van 1965 tot 1966). Poppenserie.
- The X Factor (sinds 2004)
- Marcella (2016-2020)

Bedrijven: ITV plc · SMG plc · UTV Media plc · Channel Television Ltd · GMTV Ltd · Talpa Media
Televisiekanalen: ITV (en regionale varianten) · ITV2 · ITV3 · ITV4 · Men & Motors
Samenwerkingsverbanden: UTV · STV · GMTV · CITV
Overige: ITV News
- Bibliothèque nationale de France: cb13171713q (data)
- Gemeinsame Normdatei: 1086086783
- Système universitaire de documentation: 035168587
- Virtual International Authority File: 212976576